# Upper West Side
De Upper West Side is een wijk in het stadsdeel Manhattan van New York, gelegen tussen Central Park en de Hudson, en tussen West 59th Street en West 110th Street. Net zoals Upper East Side is de Upper West Side voornamelijk een woon- en winkelgebied. De meeste inwoners werken in de meer commerciële delen van de stad zoals in Midtown en Lower Manhattan. De wijk wordt van noord tot zuid doormidden gesneden door Broadway, de historische Brede Weg die al eeuwen op die locatie lag. Het gedeelte van Broadway met de theaters ligt evenwel zuidelijker, in Midtown. Andere bekende verkeersaders zijn West End Avenue en Amsterdam Avenue. Columbus Circle is de belangrijkste toegangspoort tot de wijk.
De wijk is bij de meest welvarende van New York, en wordt ook gezien als een toevluchtsoord voor cultuurliefhebbers en intellectuelen met Columbia University en Barnard College gelegen net ten noorden van de Upper West Side en het Lincoln Center for the Performing Arts aan de zuidgrens.
In Upper West side zijn er nog deelgebieden zoals de Manhattan Valley, in het noordoosten van de wijk, ook bekend als Bloomingdale District.
Naast Central Park in het oosten, liggen ook Riverside Park en Riverside South aan de Hudson in het westen van de wijk. Verder is de wijk de locatie van het American Museum of Natural History of de appartementencomplexen The Beresford en The Dakota, waarbij het laatste bekend als de locatie waar voor de ingang in 1980 John Lennon werd vermoord.
Alphabet City · Battery Park City (Financial District) · Bowery · Carnegie Hill · Chelsea · Chinatown (Financial District) · Civic Center · Greenwich Village · Hamilton Heights · Harlem · Hell's Kitchen · Hudson Yards · Inwood · Kips Bay · Koreatown · Lenox Hill · Lower East Side · Little Italy (Financial District) · Manhattanville · Marble Hill · Meatpacking District · Morningside Heights · Murray Hill · NoHo · Riverside South · Rose Hill · SoHo · South Street Seaport (Financial District) · TriBeCa / Lower West Side · Two Bridges · Upper West Side · Upper East Side · Yorkville · Washington Heights · World Trade Center (Financial District)